# Vittorio Emanuele (estación)
Vittorio Emanuele (en español: Víctor Manuel) es una estación de la línea A del Metro de Roma. La estación se sitúa en la Piazza Vittorio Emanuele II, en el distrito Esquilino.
El vestíbulo de la estación es decorado por mosaicos de los artistas Nicola Carrino y Giulia Napoleone, ganadores del Premio Artemetro Roma.
En su entorno se encuentra el Auditorium di Mecenate, la Basílica de Santa María la Mayor, el Teatro Ambra Jovinelli, el Templo de Minerva Medica, Porta Maggiore, la Tumba del Panadero y la Basílica de Santa Práxedes.

## Historia
Vittorio Emanuele fue construida como parte del primer tramo (de Ottaviano a Anagnina) de la línea A del metro, entrando en servicio el 16 de febrero de 1980.

### Colisión de trenes
El 17 de octubre de 2006, una colisión entre dos trenes ocurrió dentro de la estación. Una persona murió (Alessandra Lisi (30 años), proveniente de Pontecorvo, a la que se ha dedicado una placa en memoria en la estación) y hubo más de 200 heridos.